# Асеевское сельское поселение
Асеевское сельское поселение — сельское поселение в Азнакаевском районе Татарстана. 
Административный центр — село Асеево.
В состав поселения входят 2 населённых пункта.

## Состав поселения
- с. Асеево
- с. Митряево

## Население
| 2010 | 2011 | 2012 | 2013 | 2014 | 2015 | 2016 |
| ---- | ---- | ---- | ---- | ---- | ---- | ---- |
| 924  | ↘921 | ↘908 | ↗920 | ↗923 | ↘898 | ↘872 |
| 2017 | 2018 | 2019 | 2020 |      |      |      |
| ↘855 | ↘845 | ↘827 | ↘826 |      |      |      |